# Zaitzevia milleri
Zaitzevia milleri är en skalbaggsart. Zaitzevia milleri ingår i släktet Zaitzevia och familjen bäckbaggar. Inga underarter finns listade i Catalogue of Life.